# Гуданец, Николай Леонардович
Николай Леонардович Гуданец (р. 17 мая 1957 г.) — русский писатель-фантаст, поэт, член Союза писателей Латвии, член Союза российских писателей.

## Биография
Родился и живёт в Риге, в Латвии. В 1979 году окончил филологический факультет Латвийского государственного университета им. П. Стучки.
Как поэт дебютировал в 1974 году в рижской газете «Советская молодёжь». В 1980 году издал первую книгу стихотворений. В 1982 году в сборнике «Платиновый обруч» появились первые прозаические публикации Николая Гуданца в жанре научной фантастики. С 1986 года член Союза писателей СССР и Союза писателей Латвии. Защитил магистерскую диссертацию по стиховедению. Много лет руководил студией молодых писателей при Союзе писателей Латвии.
Николай Гуданец работал учителем, бетонщиком, кочегаром, контролером ОТК, журналистом, с 1999 по 2000 годы — редактором рижского литературно-публицистического журнала «Шпиль». В 2002 году начал преподавать в Институте транспорта и связи компьютерные науки. Является сертифицированным профессионалом Microsoft, вступил в члены Международной федерации независимых экспертов.
Опубликовал несколько сборников стихов, десятки прозаических произведений, в том числе фантастические романы. Переводил на русский стихи латышских поэтов и английских поэтов XVIII века. Произведения самого Николая Гуданца переведены на английский, болгарский, испанский, китайский, латышский, немецкий, польский, финский, французский, чешский языки.

## Избранная библиография
- Автобиография: Стихи. Рига: Лиесма, 1980;
- Субботние поцелуи: Рассказы. Рига: Лиесма, 1984;
- Голубиная книга: Стихи. Рига: Лиесма, 1986;
- Покинутые во Вселенной: Научно-фантастические повести. Рига: Спридитис, 1990;
- Кривоград, или Часы, по которым кремлёвские сверяют. Рига, 1990;
- Крылья тьмы: Стихи. Рига: Корпорация «Текст», 1993;
- Планета, на которой убивают: Научно-фантастическая проза. М.: АСТ, 1996;
- Полигон: Роман, рассказы. М.: АСТ, СПб: Terra Fantastica, 1997;
- То же. М.: ЭКСМО-Пресс, 2001, 2002;
- Заложники: Роман, рассказ. М.: ЭКСМО, 1998, 2001;
- Главнокомандующий. М.: ЭКСМО-Пресс, 2001;
- Нарушитель. М.: ЭКСМО-Пресс, 2001.
- Стихи Гуданца включены в антологию «Освобожденный Улисс» (М.: НЛО, 2004).
- Эссе из книги «Загадка Пушкина» (2004—2010) частично опубликованы в журнале «Крещатик» и в Рунете.

## Сотрудничество с КГБ
20 декабря 2018 года Национальный архив Латвии опубликовал часть ранее засекреченных документов КГБ Латвийской ССР. В числе агентов КГБ значится сотрудник «Союзторгрекламы» Гуданец Николай Леонардович (р. 1957), завербованный 30 апреля 1982 года сотрудником 5 отдела (борьба с «идеологическими диверсиями»). Оперативный псевдоним писателя был «Федоров». На момент публикации в документах архива не раскрывались обстоятельства вербовки и степень реального сотрудничества со спецслужбой.
Николай Гуданец публично признал, что сотрудничал с КГБ, и рассказал об этом в ленте социальной сети «Фейсбук». Мнения разделились на осуждающие и сочувствующие. Подборка постов «Признание агента» на сайте писателя: http://good.mirmuz.com/agent.